# Фарел (Пенсилванија)
Фарел (енгл. Farrell) град је у америчкој савезној држави Пенсилванија. По попису становништва из 2010. у њему је живело 5.111 становника.

## Демографија
Према попису становништва из 2010. у граду је живело 5.111 становника, што је 939 (15,5%) становника мање него 2000. године.
| Група             | 2000.         | 2010.         |
| Белци             | 3.028 (50,0%) | 2.300 (45,0%) |
| Афроамериканци    | 2.826 (46,7%) | 2.492 (48,8%) |
| Азијати           | 12 (0,2%)     | 8 (0,2%)      |
| Хиспаноамериканци | 40 (0,7%)     | 72 (1,4%)     |
| Укупно            | 6.050         | 5.111         |